# A la gran muñeca
A la gran muñeca es un tango cuya letra pertenece a Miguel F. Osés en tanto que la música es de Jesús Ventura, que fue estrenado en 1919 por la cancionista Manolita Poli en la obra teatral A la gran muñeca (bazar y juguetería) que se estrenó junto con aquel. En la letra, redactada en primera persona, la protagonista le pide que vuelva al amante que la dejó por otra mujer que, a su vez, lo ha abandonado.

## Los autores
Jesús Ventura ( Zaragoza, España, 1882 –Colombia, 28 de agosto de 1974) cuyo nombre completo era Jesús Ventura Lafuente, fue un compositor, musicólogo y director de orquesta, autor de zarzuelas y de la música de A la gran muñeca.
Miguel F. Osés ( Argentina, 4 de octubre de 1884 – ídem, 8 de octubre de 1928), cuyo nombre completo era Francisco Miguel Osés fue un comediógrafo, crítico literario, periodista y político. 

## Creación y estreno
Osés escribió la revista de sátira política y de actualidades A la gran muñeca (bazar y juguetería) con música del maestro Ventura que tuvo gran éxito. Ricardo García Blaya dice que el estreno fue en el desaparecido Teatro Buenos Aires, sito en la calle Cangallo (hoy, Tte. Gral Perón) en la cuadra que luego fue demolida para construir la Avenida 9 de julio el 1 de agosto de 1919  García Jiménez afirma que la compañía que la estrenó fue la de Muiño-Alippi. Otros autores dicen que el estreno fue en 1918 por la compañía Vittone-Pomar. 
García Jiménez dice que La gran muñeca era, simplemente, el nombre que el autor había dado al bazar y juguetería donde supuestamente transcurría la acción y descartó dos hipótesis que circularon acerca del origen del  título de  la obra: una según la cual era en homenaje al hombre del turf y político Carlos Pellegrini, caracterizado por su “gran muñeca” en la actividad política y cuyo stud tenía justamente ese nombre, y la otra  según la cual estaba referida al jinete profesional Domingo Torterolo muy afamado por sus triunfos en esa época. 
La obra proponía un bazar y juguetería en el que los muñecos cobraban vida y eran interpretados por los actores. Estaba presente en la mente de los autores el reciente éxito que había obtenido Manolita Poli cantando el tango Mi noche triste en el sainete Los dientes del perro, por lo cual buscaron una canción que pudiera replicar aquel suceso. 
Según las indicaciones del libreto, en la segunda escena del cuarto cuadro están en escena los personajes Experiencia y Optimista. Sale Milonga seguida por El que ruega un ademán; Milonga con un gesto de desdén lo aparta y mutis (salida del escenario) y él va tras Milonga. El personaje Collar de Perlas –Manolita Poli- entra tras ellos cantando en dirección a los dos:

Yo te he visto pasar por la acera
con un gesto de desolación
y al pasar no miraste siquiera
que entendía tu desilusión.

La música de Ventura mereció muchos elogios y la letra del tango se hizo popular pero a poco cayó en el olvido. Grabada la obra por Lomuto en 1936, fue Carlos Di Sarli quien a mediados de la década de 1940 la incorporó a su repertorio, la grabó en tres ocasiones, 1945, 1951 y 1954, y la convirtió en un clásico.
Dice García Blaya que A la gran muñeca es una página mayúscula del género, si bien casi no fue cantada salvo unas pocas excepciones, pues las grabaciones de ese bello tango son en su mayoría en versión instrumental.

## Grabaciones
Algunas de las grabaciones de este tango fueron:
- Juan D'Arienzo (instrumental) 17 de diciembre de 1963 para RCA Victor
- Alfredo De Angelis  (instrumental) 28 de julio de 1961 para Odeon
- Carlos Di Sarli (instrumental) 29 de agosto de 1945 para RCA Victor
- Francisco Lomuto con la voz de Jorge Omar el 15 de enero de 1936 para RCA Victor.
- Miguel Caló con la voz de Roberto Arrieta el 5 de enero de 1948 para Odeon.
- Rodolfo Biagi (instrumental) el 13 de abril de 1950 para  Odeon.
- El cuarteto de José Basso (instrumental)  para Music Hall
- Quinteto Pirincho.
- Quinteto Real
- Mariano Mores con su sexteto.
- Armando Pontier colección años 1957-1958
- Leopoldo Federico (instrumental) año 1975